# Struthers Lake
Struthers Lake är en sjö i Kanada.   Den ligger i provinsen Saskatchewan, i den centrala delen av landet, 2 300 km väster om huvudstaden Ottawa. Struthers Lake ligger 462 meter över havet. Arean är 1,1 kvadratkilometer. Den sträcker sig 1,1 kilometer i nord-sydlig riktning, och 1,7 kilometer i öst-västlig riktning.
Trakten runt Struthers Lake består till största delen av jordbruksmark. Trakten runt Struthers Lake är nära nog obefolkad, med mindre än två invånare per kvadratkilometer.